# Anna Antonowicz
Anna Antonowicz, także Anja Antonowicz (ur. 22 grudnia 1981 we Włocławku) – polska i niemiecka aktorka teatralna, filmowa i telewizyjna.

## Życiorys
Dorastała na osiedlu Na Skarpie w Toruniu, gdzie uczęszczała na zajęcia koła recytatorskiego. Jako aktorka zadebiutowała niewielką rolą dziewczynki w filmie Michała Rosy Cisza (2001). Następnie zagrała m.in. w serialach: Na dobre i na złe i Pensjonat pod Różą.
Ukończyła III Liceum Ogólnokształcące im. Samuela Bogumiła Lindego w Toruniu.
W latach 2003–2004 związana była z Teatrem Nowym w Łodzi. W 2004 występowała również w łódzkim Teatrze Studyjnym PWSFTviT oraz w warszawskim Teatrze Syrena, a także uzyskała dyplom Wydziału Aktorskiego Państwowej Wyższej Szkole Filmowej Telewizyjnej i Teatralnej w Łodzi.
Pierwszy sukces i niemiecką nagrodę telewizyjną zawdzięcza opartemu na faktach kryminałowi Bella Block – Die Frau des Teppichlegers. Mieszka i pracuje w Niemczech.

## Teatr

### Spektakle
- 2004 – Stworzenia sceniczne jako Nell Gwyn (reż. Justyna Celeda)
- 2004 – Miłość i krew (reż. Adam Hanuszkiewicz)
- 2004 – Opera za trzy grosze jako Lucy Brown (reż. Laco Adamík)

### Teatr Telewizji
- 2001 – Czarodziejskie krzesiwo jako Królewna (reż. Jerzy Bielunas; spektakl dla dzieci)

## Filmografia
- 2024: Lena Lorenz (Mareike Völler)
- 2022: The Crown (Aleksandra Fiodorowna)
- 2020: Statek marzeń (Clara Phillip)
- 2018–2020: Tiere bis unters Dach (Maria Kulka)
- 2018: Górski lekarz
- 2011: Zagubiony czas (Ewa Limanowska)
- 2010: Milczenie jest złotem (Aga)
- 2009: Johan Falk: Operacja Słowik (Hanna)
- 2008: Jeszcze raz (Kasia)
- 2007: Straż nocna
- 2007: The Rainbowmaker (Elene)
- 2006: Lindenstraße (Nastya Pashenko)
- 2005–2006: Pensjonat pod Różą (Miśka, koleżanka Kaliny)
- 2006: Krieg der Frauen (Jolanta)
- 2005–2014, 2019: Bella Block: Die Frau des Teppichlegers (Maria Kozłowska)
- 2005: Stille Wasser (kobieta)
- 2004: Czego się boją faceci, czyli seks w mniejszym mieście (dziewczyna w klubie)
- 2002–2004: Na dobre i na złe („Ruda”, przyjaciółka Ani)
- 2003: Szymon Python: portret wewnętrzny
- 2003: Bao-Bab, czyli zielono mi (szeregowa „Bąbel”)
- 2001: Cisza (dziewczyna na huśtawce)

## Nagrody
- W 2006 została nominowana do niemieckiej nagrody telewizyjnej, Deutscher Fernsehpreis, za rolę w filmie Bella Block – Die Frau des Teppichlegers.